# 艾塞克斯縣 (安大略省)
艾塞克斯縣（英語：Essex County）是加拿大安大略省西南部一個地方行政區，縣治設於艾塞克斯鎮，南北分別瀕臨伊利湖和聖克萊爾湖，東接查塔姆-肯特自治區，西面則隔底特律河與美國密芝根州韋恩縣和門羅縣對望，為加拿大地理位置最南的二級行政區。溫莎市的地理位置在艾塞克斯縣以內，兩者亦屬於同一個人口普查區；然而，溫莎市卻是一個獨立於艾塞克斯縣的分割行政區（separated municipality），兩者在行政上互不相干。據2011年人口普查所示，艾塞克斯縣連同溫莎市共有388782名居民。

## 歷史

### 新法蘭西時期
法國於1701年在現美國密芝根州底特律所在設立龐恰特雷恩堡（Fort Pontchartrain，又作底特律堡），而法國退役軍人和皮毛交易員亦在底特律河西岸定居和作業。隨著法裔殖民聚落陸續從底特律河西岸的河濱往内陸擴展，聚落外圍亦逐漸遠離龐恰特雷恩堡的保護，因此部分殖民從1747年起改往龐恰特雷恩堡對岸（即現加拿大境内）的地域定居，標誌著現艾塞克斯縣境内歐裔聚落的開始。艾塞克斯縣遂成為首個設有歐裔聚落的安大略省縣級行政區。
法裔聚落往後沿底特律河東岸往南伸展，而由於該河東岸的河岸線較其西岸為短，當地居民遂將該河東岸稱為“小河岸”（la Petite Côte）。底特律河東岸的土地耗盡後，聚落改沿聖克萊爾湖南岸往東伸展，而該帶則稱為“聖母升天聚落”（Assumption settlement）。隨着法國在七年戰爭中敗於英國，新法蘭西於1763年割讓予英國，此帶地域遂落入英國的控制。

### 英屬北美時期
美國獨立戰爭過後，殖民地政府於1788年將英屬北美西部（即現安大略和魁北克南部）劃為五個分區，現艾塞克斯縣一帶成為黑森區（District of Hesse）的一部分。上加拿大殖民地成立後，當局於1792年將黑森區更名為西部區（District of Western），並於同年在上加拿大境内劃下19個縣，艾塞克斯縣遂告成立。然而，當時上加拿大轄下的縣只作選舉、民兵防衛、勘探和土地註冊之用，沒有地方行政功能；艾塞克斯縣的實際行政事務由西部區負責。
另一方面，英美兩國在戰後確立底特律河為美國和上加拿大之間的界線。兩國於1794年簽署《傑伊條約》（Jay Treaty），英國遂於1796年正式將底特律堡轉交美國，並於同年在底特律河東岸鄰近該河匯入伊利湖所在另立阿默斯特堡要塞（Fort Amherstburg）；在要塞外圍形成的聚落則同稱為阿默斯特堡。底特律堡對岸的三文治聚落（Sandwich，現溫莎市一部分）則同於1796年形成；三文治和阿默斯特堡同樣接收了大批原居於底特律河西岸但仍效忠英國的殖民。
西部區議會（Western District Council）於1842年在三文治鎮首次召開會議，與會代表來自艾塞克斯縣、肯特縣和蘭布頓縣。區級行政區別於1849年取消，其行政功能由縣級行政區別取代；西部區遂告解散，而艾塞克斯縣則從1850年起與肯特縣和蘭布頓縣聯合管理。肯特縣於1851年自組政府；艾塞克斯縣和蘭布頓縣則維持聯合管理安排，到1853年兩縣正式分治，各設縣級政府。
1854年，大西部鐵路（Great Western Railway）開通至艾塞克斯縣，總站設於溫莎；溫莎的發展遂大幅抛離縣内其他鄉鎮，成為艾塞克斯縣的工業中心。

### 加拿大聯邦時期
溫莎市於20世紀中期脫離艾塞克斯縣，成為一個分割行政區（separated municipality）。艾塞克斯縣遂將其縣治遷至艾塞克斯鎮，並在鎮内興建一座新的縣政府大樓；縣議會議事廳於1974年正式遷至現址。
1990年代末，安省政府改革其轄下的地方行政區，並於1997年宣佈精簡艾塞克斯縣内的地方政區，縣内鄉鎮村數目遂從21個減至7個，於1999年1月1日正式生效。

## 轄區
艾塞克斯縣轄下7個鎮如下：
- 阿默斯特堡鎮（Town of Amherstburg）
- 艾塞克斯鎮（Town of Essex）
- 京士圍鎮（Town of Kingsville）
- 湖岸鎮（Town of Lakeshore）
- 喇沙利鎮（Town of LaSalle）
- 特庫姆塞鎮（Town of Tecumseh）
- 利明頓鎮（Town of Leamington）

此外，艾塞克斯縣境内亦包括伊利湖中的皮利鄉（Township of Pelee）。

## 教育
艾塞克斯縣內的公立中小學以主要授課語言和宗教背景分為四個類別，並由四間不同機構營運：
- 大艾塞克斯縣教育局（Greater Essex County District School Board）：負責營運縣內的英語世俗公立中小學
- 溫莎-艾塞克斯天主教教育局（Windsor-Essex Catholic District School Board）：負責營運縣內的英語天主教公立中小學
- 維亞蒙德教育局（Conseil scolaire Viamonde）：負責營運縣內的法語世俗公立中小學
- 西南部天主教教育局（Conseil scolaire de district des écoles catholiques du Sud-Ouest）：負責營運縣內的法語天主教公立中小學

上述機構同時服務艾塞克斯縣和溫莎市。縣內的英語世俗公立中小學於1998年前由艾塞克斯縣教育局（Essex County Board of Education）營運。

## 外部連結
- （英文）艾塞克斯縣官方網站 （页面存档备份，存于）